# Томление (пьеса)
«Томление» (англ. Longing) — пьеса шотландского писателя Уильяма Бойда, первое драматическое произведение в его карьере. Пьеса основана на двух произведения А. П. Чехова: повести «Моя жизнь» и рассказе «У знакомых». Произведение было опубликовано 19 февраля 2013 года издательством Methuen Drama. Впервые спектакль по пьесе был поставлен на сцене «Театр Хэмпстеда» в том же году режиссёром Ниной Рейн.

## Сюжет
«Томление» основано на двух произведения А. П. Чехова: повести «Моя жизнь» и рассказе «У знакомых».
Сюжет делится на две повествовательные части, которые в кульминации пьесы пересекаются. В первом подсюжете Таня рискует потерять заложенный дом из-за огромных долгов своего пьяницы-мужа Сергея. Поэтому она и её лучшая подруга Варя просят помочь разобраться с кредиторами друга своей молодости Колю, который является успешным юристом. Для этого Коля приезжает к ним в провинцию из Москвы. Также Тане приходит идея женить Колю на своей младшей сестре, чтобы таким образом решить финансовые проблемы. Второй подсюжет повествует о молодом человеке Мисаиле, сыне успешного архитектора, мечтающем посвятить свою жизнь ручному труду - расписыванию крыш. В конце концов Мисаил женится на дочери богатого и жестокого инженера, получая в качестве приданого поместье. Истории связываются на фоне полуразрушенной дачи, где раскрывается общая трагедия героев: Коля и Мисаил жалеют о взятых на себя обязательствах.

## Спектакль

### История постановки
Спектакль по пьесе был поставлен на сцене «Театра Хэмпстеда» режиссёром Ниной Рейн. В постановке были задействованы актёры Грег Тэмзин, Джон Сешнс, Джонатан Бейли, Наташ Литтл, Кэтрин Стюарт и Иэн Глен. Показ спектакля проходил с 28 февраля по 6 апреля 2013 года с официальной премьерой 7 марта, в день рождения автора пьесы. По словам Уильяма Бойда, для которого «Томление» стала первой пьесой в его писательской карьере, в 1970-х годах он работал театральным критиком в студенческом журнале Университета Глазго, и данная работа для него стала «как гора с плеч».
В декорациях были достаточно точно воплощены русская усадьба и российский костюма конца XIX века. Отчасти в этом была заслуга Нины Рейн, которая приходится двоюродной внучкой русскому писателю Борису Пастернаку. Режиссёр черпала вдохновение для постановки в старых семейных фотографиях.

### Отзывы
Майкл Билингтон из The Guardian нашёл пьесу неоригинальной, но само сочетание чеховских произведений назвал гениальным. Также он высоко отметил актёрские работы Иэна Глена и Тэмзин Грег. Критик из The Observer посчитал первый драматургический опыт Бойда неудачным, но был в восторге от актёрского состава, которым, по его мнению, удалось передать дух России.